# Vimpelles
Vimpelles ist eine französische Gemeinde im Département Seine-et-Marne in der Region Île-de-France. Sie gehört zum Arrondissement Provins und zum Kanton Provins (bis 2015: Kanton Donnemarie-Dontilly). Die Bewohner nennen sich die Vimpellois.

## Geographie
Sie grenzt im Nordwesten an Donnemarie-Dontilly, im Norden an Sigy, im Nordosten an Luisetaines, im Südosten an Saint-Sauveur-lès-Bray, im Süden an Bazoches-lès-Bray, im Südwesten an Balloy und im Westen an Égligny.

## Bevölkerungsentwicklung
| Jahr      | 1962 | 1968 | 1975 | 1982 | 1990 | 1999 | 2008 | 2013 |
| --------- | ---- | ---- | ---- | ---- | ---- | ---- | ---- | ---- |
| Einwohner | 391  | 339  | 341  | 352  | 332  | 438  | 486  | 513  |

## Sehenswürdigkeiten
- Kirche Saint-Cyr (siehe auch: Liste der Monuments historiques in Vimpelles)
- Modelle einer Mühle und des Eiffelturms

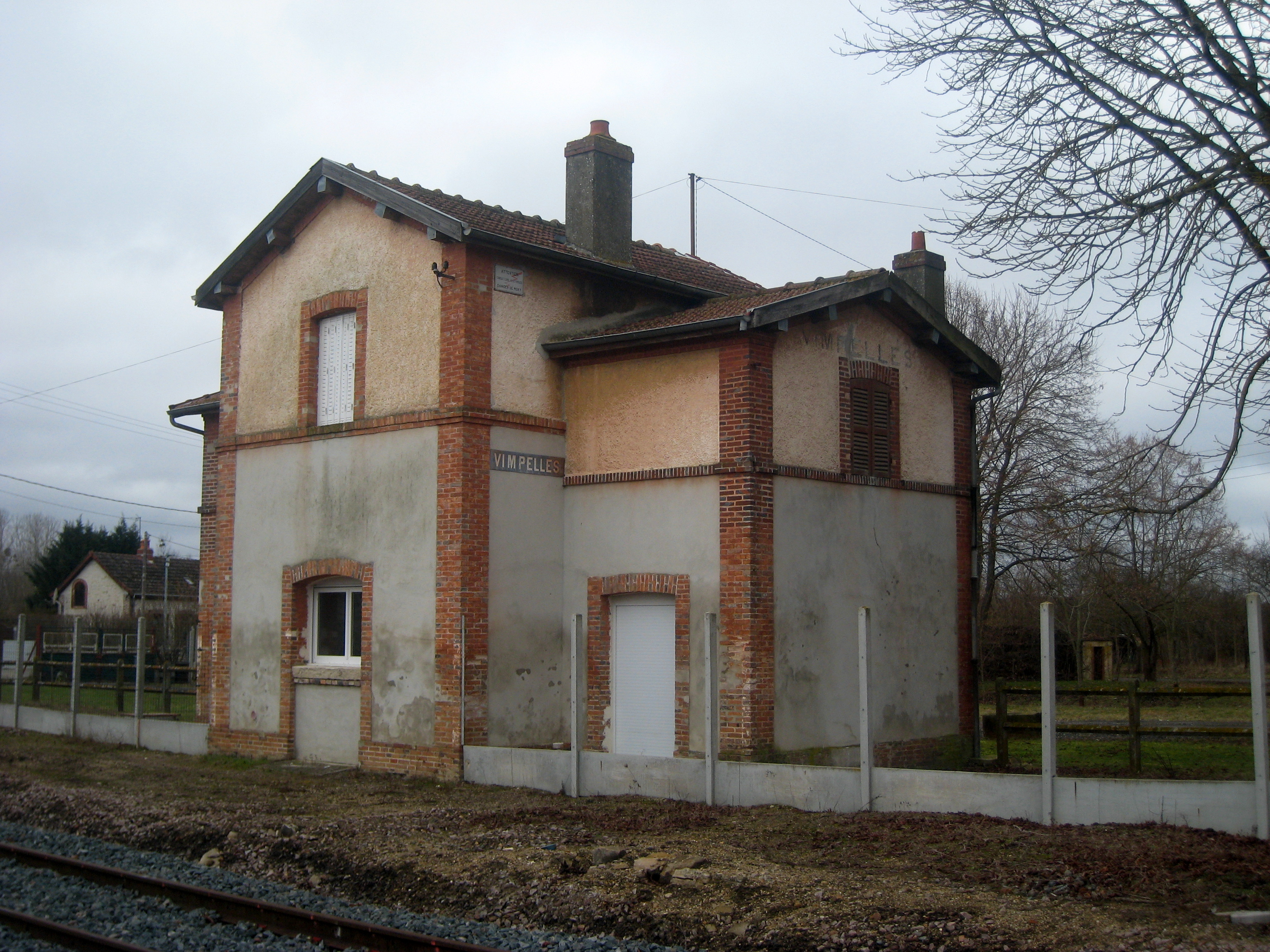
Der Geisterbahnhof von Vimpelles an der Eisenbahnlinie von Gouaix nach Montereau-Fault-Yonne
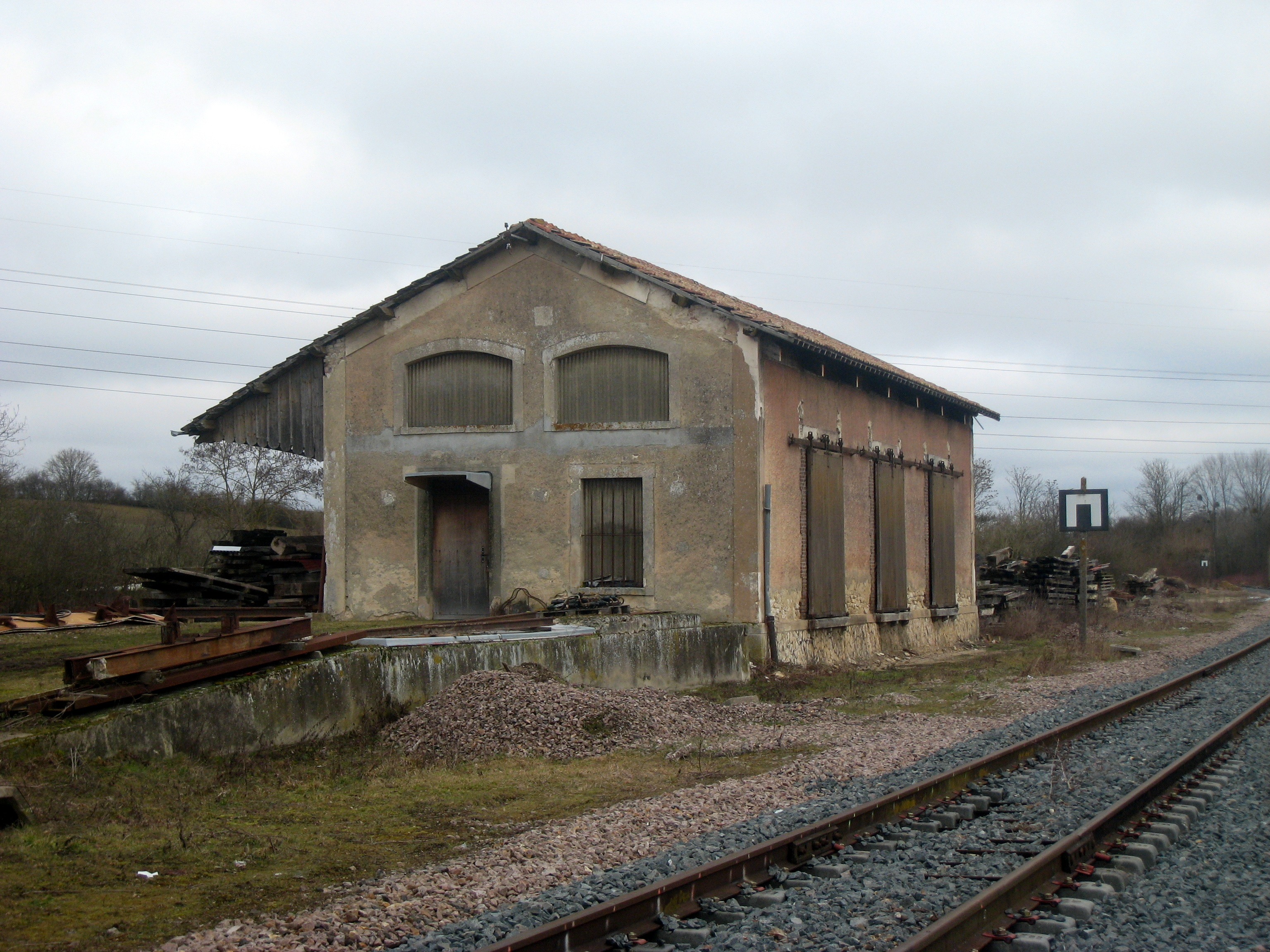
Der einstige Güterschuppen des Bahnhofs.
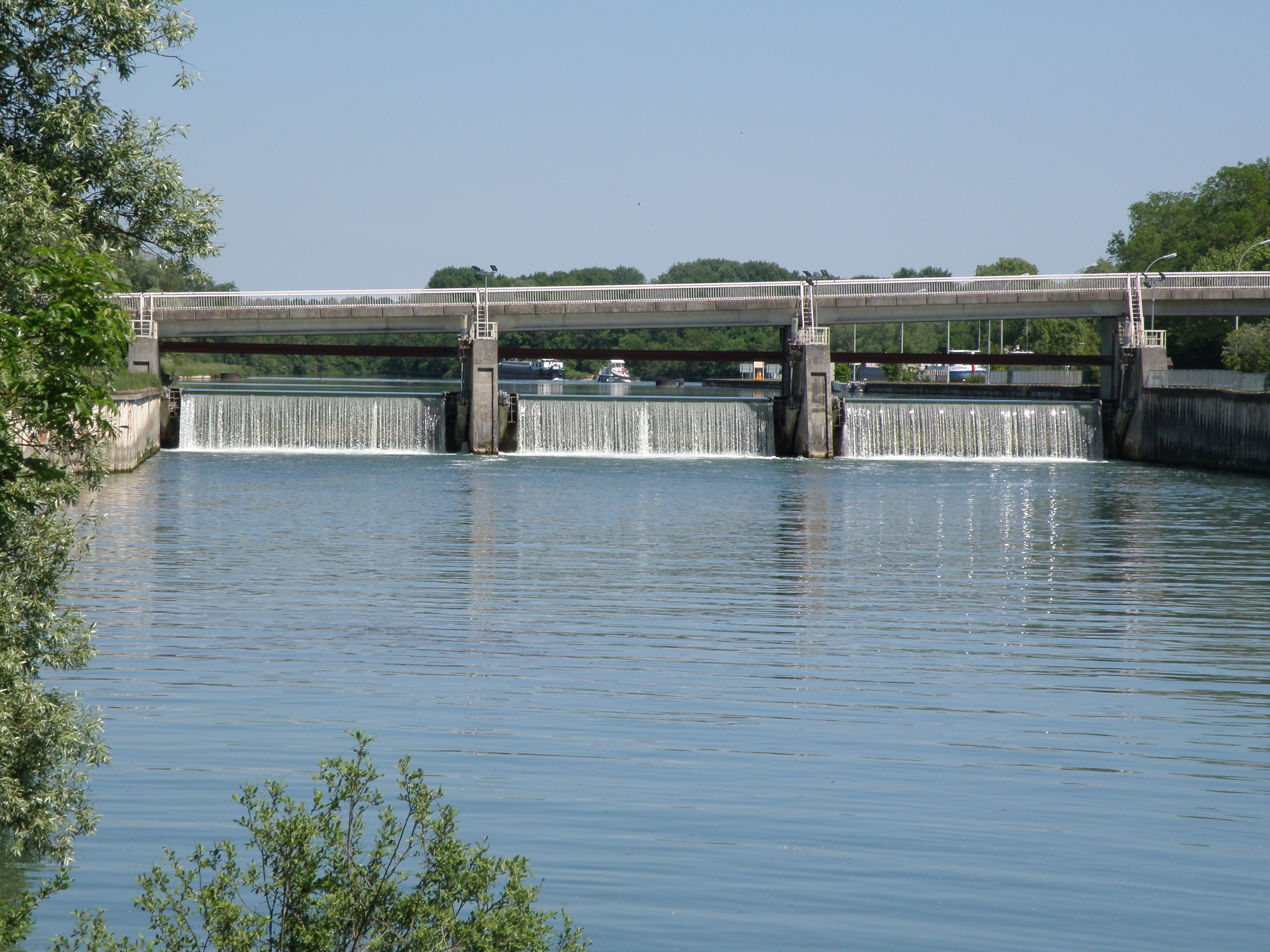
Das Stauwehr Grande Bosse. Die Seine, die im Süden Vimpelles tangiert, wird innerhalb der Gemeindegemarkung aufgestaut.